# Drasa
Drasa es un género de insecto coleóptero de la familia Chrysomelidae.

## Especies
- Drasa tetraspilota Baly, 1865
- Drasa tibialis Bryant, 1941
- Drasa viridipennis Allard, 1890